# Mniomalia viridis
Mniomalia viridis är en bladmossart som beskrevs av C. Müller 1874. Mniomalia viridis ingår i släktet Mniomalia och familjen Phyllodrepaniaceae. Inga underarter finns listade i Catalogue of Life.